# Corey-Winter-Eliminierung
Die Corey-Winter-Eliminierung, auch Corey-Winter-Fragmentierung genannt, ist eine Reaktion aus dem Bereich der Organischen Chemie. Sie dient der Synthese von Alkenen aus 1,2-Diolen. Hierzu werden neben dem Diol Thiophosgen und Trimethylphosphit benötigt. Die Reaktion ist nach ihren Entdeckern, dem Nobelpreisträger Elias James Corey Jr. und dem estnisch-amerikanischen Chemiker Roland Arthur Edwin Winter benannt. In der folgenden Übersicht sind die Abgangsgruppen nicht mit aufgelistet.

## Mechanismus
Die beiden Diolsauerstoffatome greifen stufenweise nucleophil am Thiocarbonylkohlenstoff an. Unter Abspaltung von Chlorwasserstoff bildet sich so ein cyclisches Thiocarbonat. Trimethylphosphit greift im nächsten Schritt nucleophil am Schwefel unter Bildung eines Carbanions an. Die Abspaltung des Thiophosphorsäureesters liefert ein cyclisches Carben. Dieses zerfällt nun unter CO2-Abspaltung zum gewünschten Alken.
Die Eliminierung verläuft bei dieser Reaktion selektiv syn. Das bedeutet, dass während des ersten Reaktionsschrittes zur Bildung des Fünfringes eine Drehung um die Kohlenstoff-Kohlenstoff-Bindung im Ausgangsstoff erfolgen muss, bis die beiden OH-Gruppen syn oder eclipsed zueinander stehen. Die Substituenten R1 bis R4 (siehe Abbildung) stehen dann entsprechend ihrer Anordnung im Ausgangsstoff entweder auf derselben Seite oder auf gegenüberliegenden Seiten des Fünfringes. Ob ein (E)- oder (Z)-Alken entsteht, muss danach nach den bekannten Regeln bestimmt werden. Beispielsweise entsteht aus trans-1,2-Cyclooctandiol (E)-Cycloocten.
Anstelle von Thiophosgen wird oft die leichter zu handhabende Thiocarbonyl-Imidazol verwendet, allerdings wird dadurch die Atomökonomie verschlechtert.